# Тисменичанська сільська рада
Тисменичанська сільська рада — орган місцевого самоврядування у Надвірнянському районі Івано-Франківської області з адміністративним центром у с. Тисменичани.

## Загальні відомості
Історична дата утворення: в 1948 році. Водоймища на території, підпорядкованій даній раді: річки Бистриця Надвірнянська, Селянка.

## Населені пункти
Сільській раді підпорядковані населені пункти:
- с. Тисменичани — населення 3 071 ос.; площа 26,916 км²

## Склад ради
Рада складається з 20 депутатів та голови.

### Керівний склад ради
| ПІБ                     | Основні відомості                                                 | Дата обрання | Дата звільнення |
| ----------------------- | ----------------------------------------------------------------- | ------------ | --------------- |
| Баланюк Сергій Іванович | Сільський голова, 1967 року народження, освіта, безпартійний      | 26.03.2006   | 31.10.2010      |
| Баланюк Сергій Іванович | Сільський голова, 1967 року народження, освіта вища, безпартійний | 31.10.2010   |                 |

Примітка: таблиця складена за даними джерела